# Gouverneurswahl in New York 1786
Die Gouverneurswahl in New York von 1786 fand im April 1786 statt, wo der Gouverneur und der Vizegouverneur von New York gewählt wurden.

## Ergebnis
George Clinton trat mit Pierre Van Cortlandt als Running Mate zu Wiederwahl an. Sie wurden ohne Gegenkandidaten in ihre jeweiligen Ämter wiedergewählt.
| Gouverneurskandidat | Running Mate         | Stimmen | Stimmen |
| Gouverneurskandidat | Running Mate         | Anzahl  | Prozent |
| ------------------- | -------------------- | ------- | ------- |
| George Clinton      | Pierre Van Cortlandt |         |         |

## Galerie

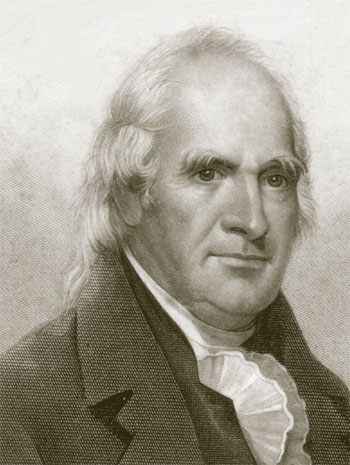
Gouverneur George Clinton
Vizegouverneur Pierre Van Cortlandt